# Catasetum cucullatum
Catasetum cucullatum är en orkidéart som beskrevs av Marlene Freitas da Silva och A.T.Oliveira. Catasetum cucullatum ingår i släktet Catasetum och familjen orkidéer. Inga underarter finns listade i Catalogue of Life.